# Williams (Iowa)
Pour les articles homonymes, voir Williams.
Williams est une ville du comté de Hamilton, en Iowa, aux États-Unis. Elle est incorporée le 13 septembre 1883.

## Source de la traduction
- (en) Cet article est partiellement ou en totalité issu de l’article de Wikipédia en anglais intitulé « Williams, Iowa » (voir la liste des auteurs).